# Alois von und zu Ugarte

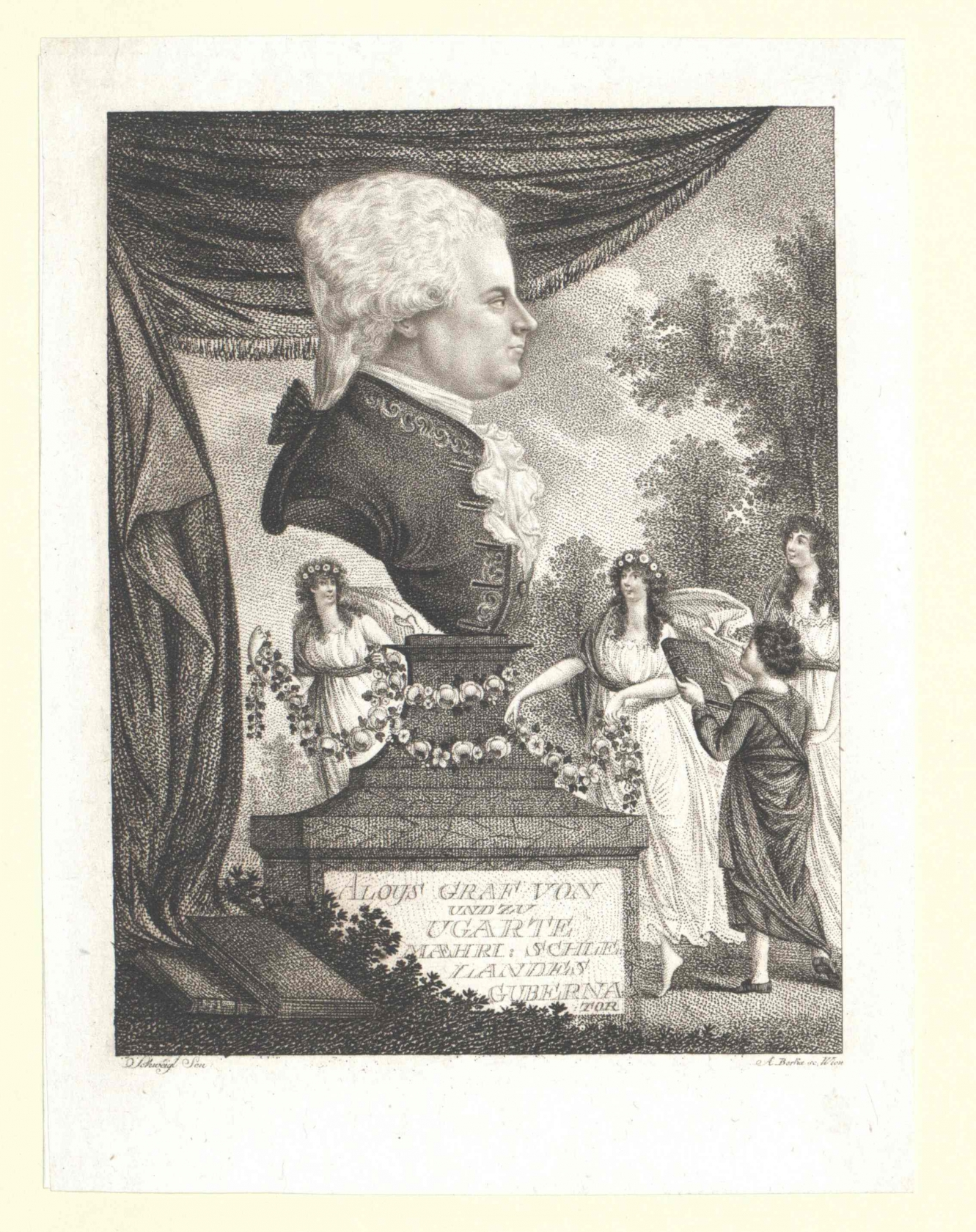
Alois von und zu Ugarte

Graf Alois von und zu Ugarte (* 15. Dezember 1749; † 18. November 1817 in Graz) war österreichischer oberster Kanzler.

## Herkunft
Die aus Spanien stammende Familie Ugarte war im 16. Jahrhundert in die Niederlande gekommen. Im Jahr 1639 wechselte Peter von Ugarte († 1692) aus spanischen in kaiserliche Dienste. Dort wurde er 1654 in den Freiherrn, 1676 in den Grafenstand erhoben und war zuletzt Hofkriegsrat und Stadtkommandant von Wien. Die Eltern von Alois waren dessen Urenkel Johann Nepomuk von Ugarte (* 13. Dezember 1707; † 11. Juni 1756) und dessen Ehefrau die Gräfin Marie Wilhelmine Rabutin de Souches (* 8. Februar 1716; † 18. November 1792), Tochter des Grafen Karl Joseph Rabutin von Souches.

## Leben
Er bekam seine Ausbildung in den Jahren 1760 bis 1768 in der theresianischen Ritterakademie. Nach seinem Abschluss wechselte er in den österreichischen Staatsdienst. Bereits 1769 kam er als Appellationsrat nach Böhmen, dann als Gubernialrat nach Galizien, 1786 als Hofrat an die vereinte Hofstelle in Wien. Nach dem Erscheinen des Patentes vom 14. August 1787 wurde Graf Ugarte Gubernator in Mähren und Schlesien und Landeshauptmann in Mähren. Als Kaiser Leopold II. (HRR) gekrönt wurde, wurde Ugarte zum Geheimen Rat ernannt. Er blieb die nächsten 15 Jahre Gouverneur in Mähren. Lange Jahre widmete sich Ugarte als Gubernator den Ländern, sowie als Präsident der Militär- und geistlichen Hofkommission, als Protektor der königlich mährischen und schlesischen Ackerbaugesellschaften und des Armeninstitutes in Mähren wie als Landeshauptmann und Direktor der mährischen Herren Stände. Aus seinen eigenen Gütern Krawska, Brenditz und Rossitz machte er Mustergüter. Als aber die Hofkanzlei 1802 aufgelöst wurde, wurde er zum Obersten Kanzler ernannt. Außerdem erhielt er 1807 das Großkreuzes des Stephansordens.
Während der Napoleonischen Kriege bekleidete er verschiedene hohe Stellen, sowie wurde er Präsident der k. k. Hofkammer, Ministerialbanko-Hofdeputation und der Finanz- und Kommerzhofstelle. Im Jahr 1813 wurde er Präsident der k. k. Hofkammer in Münz- und Bergwesen sowie Präsident des Finanzdepartements ad interim, welches er im September 1814 an den Grafen Stadion übergab.
Im Jahr 1815 wurde ihm das goldene Zivilverdienstkreuz verliehen. 1817 reiste er zur Begrüßung des Kaisers nach Graz, wo er schwer erkrankte und am 18. November verstarb. Noch kurz vor seinem Tod wurde er vom Kaiser noch mit dem Orden vom Goldenen Vlies ausgezeichnet. Sein Nachfolger im Amt des Kanzlers wurde der Graf Saurau.
Ugarte heiratete am 12. Mai 1777 die Gräfin Maria Josepha von Czernin (* 21. Dezember 1748; † 9. Juli 1811). Da die Ehe kinderlos blieb, setze er den Sohn Joseph (1804–1862) seines Neffen Graf Maximilian (1781–1832) zum Haupterben ein.